# Luigia Bendazzi
Luigia Bendazzi, coneguda també com a Luigia Bendazzi-Secchi (Ravenna, Itàlia, 22 de gener de 1829 – Niça, França, 5 de març de 1901) fou soprano italiana.

## Biografia
Va estudiar inicialment a Milà amb M. Piacenti, després a Bolonya amb Federico Dallara, i va debutar el 1850 al Teatro San Benedetto de Venècia en l'òpera Ernani de Giuseppe Verdi. Dotada d'una veu d'extraordinària potència, va consolidar-se com a cantant operística ràpidament, actuant en nombrosos teatres italians, destacant en particular en els rols verdians.
Va actuar al Gran Teatre del Liceu en les temporades 1860-1861 i 1869-1870. Va debutar en aquest teatre amb I vespri siciliani de Verdi el 16 d'octubre de 1860. L'any 1864 va debutar a Madrid, cantant Il trovatore de Verdi.
Es va casar l'any 1859 amb el músic piemontès Benedetto Secchi (1831-1883), fet pel qual també va ser coneguda com a Luigia Bendazzi-Secchi. La seva filla Ernestina Bendazzi (1864-1931), que es va casar amb el tenor italià Alfonso Garulli (1858-1915). Ambdós van debutar també al Liceu, en la temporada 1887-1888.
Luigia Bendazzi es va retirar dels escenaris l'any 1884.

## Rols estrenats
- Eufemia, en Eufemia di Napoli de Vincenzo Moscuzza, Teatro San Carlo de Nàpols, 6 de desembre de 1851
- Ismene, en Mudarra, de Vincenzo Maria Battista, Teatro San Carlo de Nàpols, 19 de desembre de 1852
- Maria Boccanegra (Amelia Grimaldi), en Simon Boccanegra de Giuseppe Verdi, Teatro la Fenice de Venècia, 12 de març de 1857
- Maria, en Vittor Pisani di Achille Peri, Teatro Comunitativo de Reggio Emilia, 21 d'abril de 1857
- Bianca, en L'ultimo Abencerragio di Francesco Tessarin, Teatro la Fenice de Venècia, 24 de gener de 1858
- Isabella di Francia, en Vasconcello d'Angelo Villanis, Teatro la Fenice de Venècia, 18 de març de 1858
- Leonora, en La contessa d'Amalfi di Errico Petrella, Teatro Regio de Torí, 8 de març de 1864
- Berta, en Berta di Varnol di Giovanni Pacini, Teatro San Carlo de Nàpols, 6 d'abril de 1867